# Doctrina McNamara
En 1962, la doctrina MacNamara (también llamada doctrina de respuesta gradual) fue la línea geopolítica elegida por el gobierno de los Estados Unidos en materias de estrategia nuclear, y que implicaba el recurso progresivo y adaptado a las armas de destrucción masiva.

## Contexto
A partir de 1962, Robert McNamara, secretario de Estado en la nueva Administración demócrata del presidente Kennedy, quiso apartarse de la doctrina Dulles, que era la que se hallaba anteriormente en vigor respecto de la política exterior estadounidense, siendo conocida también como doctrina de represalias masivas.
En el caso de que la disuasión nuclear fracasase frente a la Unión Soviética y sus aliados, la nueva doctrina, rechazando una estrategia nuclear apocalíptica, buscaba un medio para proseguir con las negociaciones con el objetivo de poner fin al conflicto, incluso si ello tenía lugar tras una primera utilización del armamento nuclear.

## Fundamentos
En caso de un ataque limitado de la Unión Soviética y del Pacto de Varsovia en Europa, el objetivo de la nueva doctrina diseñada por McNamara era el de evitar la utilización inmediata de todo el arsenal nuclear estadounidense como respuesta a la agresión. 
Sin embargo, para la Unión Soviética la nueva doctrina tenía igualmente el significado de poner de manifiesto la determinación de los Estados Unidos para la utilización de su armamento nuclear ya no sólo como instrumento de disuasión, sino también como un medio de destrucción, en caso necesario.
Por su parte, los aliados europeos de los Estados Unidos, miembros de la Organización del Tratado del Atlántico Norte, vieron que la nueva doctrina presentaba igualmente un riesgo de desacoplamiento entre los intereses de los Estados Unidos y los de la Europa occidental, ya que en caso de invasión por parte del Ejército Rojo a la República Federal Alemana los Estados Unidos parecían privilegiar la decisión de no poner en peligro ni su propio territorio ni su propia población, con lo que estarían dispuestos a abandonar a su suerte a los aliados europeos, rechazando ir en ayuda de los mismos mediante la utilización de su armamento nuclear en caso de una invasión procedente del Pacto de Varsovia.